# Батталов, Абдулбасир Вагидович
Абдулбасир Вагидович Батталов (род. 21 мая 1958, Нижний Дженгутай, Дагестанская АССР) — советский и российский борец классического (греко-римского) стиля. Вице-президент ФСБР.

## Детство
Окончил школу № 9 в Буйнакске. Воспитанник спортшкол Буйнакска и Уфы.

## Карьера спортсмена
Чемпион Европы (1985), серебряный призёр чемпионата мира (1985), обладатель Кубка мира (1981, 1984), двукратный чемпион СССР (1985, 1986).
Заслуженный мастер спорта СССР (1988).

## Постспортивная карьера
В 1994 году окончил Уфимский технологический институт сервиса.
29 декабря 2011 года на заседании бюро ФСБР избран вице-президентом ФСБР. Это назначение было сделано для усиления взаимодействия с регионами (Батталов отвечает за Приволжский ФО).